# 花笠舟螺
花笠舟螺（学名：Calyptraea morbida）是舟螺科舟螺属的一种。
有其他文獻認為本物種為笠舟螺（Calyptraea extinctorium）的亞種或異名。

## 型態特徵
本物種的雌性個體比雄性個體要重得多，特別是寄生在體型較大的貝殼上的個體，比寄生在體型較小的貝殼的個體要重。有物種如同其他舟螺總科物種一樣，會從雄性變為雌性。

## 分佈
主要分布于韩国、中国大陆的東中國海及海南島、台湾西海岸的澎湖漁翁島群及台南市安平區、高雄縣、金門縣的金寧鄉、金城鎮、金沙鎮、金湖鎮及烈嶼鄉，還有東海岸宜蘭縣的龜山島。常栖息在浅海沙底、低潮线。